# Бауман, Герхард

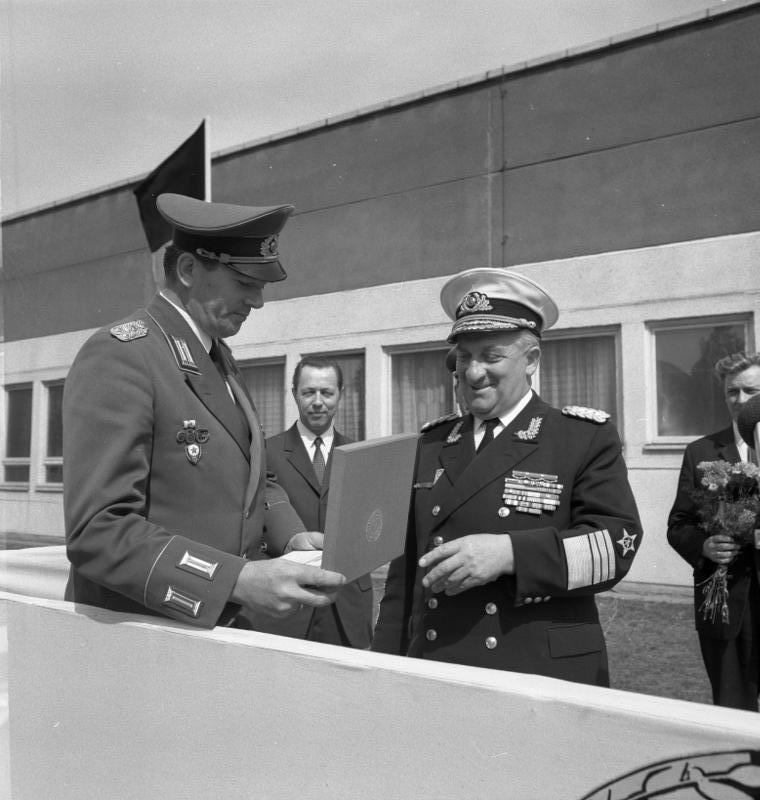
1971: Герхард Бауман (слева) принимает от Вальдемара Фернера боевой орден «За заслуги перед народом и Отечеством» по случаю 20-летия Центрального оркестра НВА.

Герхард Бауман (3 сентября 1921 года, Клайн-Роган, Мекленбург — 7 ноября 2006 года) — немецкий военный музыкант. В течение 24 лет он руководил Центральным оркестром Национальной народной армии ГДР в должности главного дирижёра.

## Биография
С 1936 по 1940 год Бауман учился в музыкальной школе в Мальхове. В 1940 году был призван в вермахт и до 1945 года служил военным музыкантом в Люфтваффе.
Освободившись из американского плена, он вернулся на родину и в 1947 году поступил на службу в Немецкую народную полицию (ДВП). Он работал музыкантом и аранжировщиком полицейского оркестра государственной полиции земли Мекленбург-Передняя Померания, созданного Альбрехтом Штерном в начале 1948 года, и одновременно изучал композицию и дирижирование.
В 1953 году был назначен главным дирижёром Шверинского полицейского оркестра. С 1954 года он руководил духовым оркестром Лейпцигского радио, из которого возникла Саксонская духовая филармония.
По рекомендации друга (а позже заместителя) Эрнста Рембаха поступил на службу в Центральный оркестр ННА ГДР в августе 1959 года. В оркестре он трудился как аранжировщик, композитор, дирижёр и преподаватель музыки. Испытав сильное влияние Ханса Феликса Хузаделя, Бауман был поклонником симфонической духовой музыки Под влиянием Баумана в военных маршах ГДР появились элементы джазовой музыки (в этом плане он пошёл дальше Хузаделя, который лишь экспериментировал с необычными для военного оркестра инструментами и размерами).
В 13-ю годовщину ННА 1 марта 1969 года ему было присвоено звание полковника. 4 октября 1973 года министр культуры ГДР Ханс-Йоахим Хоффман назначил его на должность Генерального музыкального директора . В 1981 году он составил сценарий Генеральной церемонии (Grosser Zapfenstreich) Национальной народной армии. 18 ноября 1983 года уволен с действительной военной службы, а в качестве нового руководителя Центрального оркестра ННА его сменил Хайнц Хеккер. При этом Бауман оставался постоянным приглашённым дирижёром духового оркестра Лейпцига.
После воссоединения Германии 1990 г. работал преимущественно как композитор и аранжировщик.
В 50-летнюю годовщину Берлинского воздушного моста он принял участие в крупном военно-музыкальном мероприятии «Берлин говорит спасибо» на Олимпийском стадионе, где выступили 6 военных оркестров.
Умер в ноябре 2006 года в Берлине от болезни.

## Награды
- Премия Теодора Кёрнера 1971 года
- 1977 Национальная премия ГДР III. Класс искусства и литературы
- Боевой орден «За заслуги перед народом и Отечеством»

## Сочинения

### Сочинения для духового оркестра (избранное)
- Берлинские мелодии
- Берлинский импульс
- Берлинское попурри
- Берлин — город мира (фанфары фестиваля)
- Парадный марш
- Марш Джона Филипа
- В соседнем полку (марш)
- Звуки дружбы (попурри из песен и танцев стран Варшавского договора)
- Исторический Марш (попурри)
- Марш для Большой смены караула или Боденштайнер
- Мекленбургская земля (марш)
- Мекленбургское каприччо
- Обербрамбахский марш
- Парадные фанфары
- Парад дружбы (марг)
- Салют четырём воротам (концертный марш)
- Водяное попурри